# Klaus Oberleitner
Klaus Oberleitner (* 1967 in Steyr, Oberösterreich) ist ein österreichischer Musikpädagoge, Organist und Chorleiter in Steyr.

## Leben
Durch seine Familie musikalisch verwurzelt, spielte er bereits als 11-Jähriger bei Gottesdiensten die Orgel.
Ersten Klavier- und Musikunterricht erhielt er bei Gertrude Huttasch in Steyr. Danach folgte das Studium an der Musikhochschule bzw.  Musikuniversität Wien in den Fächern Musikpädagogik, Orgel (bei Rudolf Scholz), Klavier (bei Peter Barcaba) und Jazzklavier (bei Heribert Kohlich). Neben weiterführendem Unterricht in Generalbass und Tonsatz auch stetige Auseinandersetzung mit Improvisation in verschiedener Stilrichtungen. 1996 erhielt er die staatliche Lehrbefähigungsprüfung und 2001 das erste Orgel-Konzertfachdiplom. 2010 feierte Klaus Oberleitner seine Sponsion zum Magister artium. Seit 2011 weiterführende Studien im Fach Orgel am Mozarteum in Salzburg bei Heribert Metzger, daneben ständige Weiterbildung durch Meisterkurse.

## Tätigkeiten
Klaus Oberleiter ist seit 2003 Gründer und Leiter der Camerata Garstina (Chor und Orchester). Er leitete bis November 2013 den Steyrer MGV Sängerlust.